# Psilodercidae
Famille
Les Psilodercidae sont une famille d'araignées aranéomorphes.

## Distribution
Les espèces de cette famille se rencontrent en Asie du Sud-Est, en Asie de l'Est et en Asie du Sud.

## Paléontologie
Cette famille est connue depuis le Crétacé.

## Taxonomie
Cette famille rassemble 224 espèces dans 10 genres actuels.

## Liste des genres
Selon World Spider Catalog (version 22.0, 17/02/2021) :
- Althepus Thorell, 1898
- Flexicrurum Tong & Li, 2007
- Leclercera Deeleman-Reinhold, 1995
- Luzonacera Li & Li, 2017
- Merizocera Fage, 1912
- Psiloderces Simon, 1892
- Qiongocera Li & Li, 2017
- Relictocera Li & Li, 2017
- Sinoderces Li & Li, 2017
- Thaiderces Li & Li, 2017

Selon World Spider Catalog (version 20.5, 2020) :
- † Aculeatosoma Wunderlich, 2017
- † Priscaleclercera Wunderlich, 2017
- † Propterpsiloderces Wunderlich, 2015

## Publication originale
- Machado, 1951 : « Ochyroceratidae (Araneae) de l'Angola. » Publicações Culturais da Companhia de Diamantes de Angola, vol. 8, p. 1-88.